# Summitville (Ohio)
Summitville es una villa ubicada en el condado de Columbiana en el estado estadounidense de Ohio. En el Censo de 2010 tenía una población de 135 habitantes y una densidad poblacional de 54,81 personas por km².

## Geografía
Summitville se encuentra ubicada en las coordenadas 40°40′19″N 80°53′22″O / 40.67194, -80.88944. Según la Oficina del Censo de los Estados Unidos, Summitville tiene una superficie total de 2.46 km², de la cual 2.39 km² corresponden a tierra firme y (2.84%) 0.07 km² es agua.

## Demografía
Según el censo de 2010, había 135 personas residiendo en Summitville. La densidad de población era de 54,81 hab./km². De los 135 habitantes, Summitville estaba compuesto por el 95.56% blancos, el 0.74% eran afroamericanos, el 0% eran amerindios, el 0% eran asiáticos, el 0% eran isleños del Pacífico, el 0% eran de otras razas y el 3.7% pertenecían a dos o más razas. Del total de la población el 4.44% eran hispanos o latinos de cualquier raza.